# Jost Beilken
Jost Beilken (* 25. Juli 1955 in Essen) ist ein deutscher Politiker (Die Linke).

## Biografie

### Ausbildung und Beruf
Beilken besuchte ein Gymnasium in Bremerhaven und erlernte dann den Beruf eines Maschinenschlossers. Anschließend studierte er Pädagogik. Er ist seit über 25 Jahren in Bremen ansässig und war vor allem in der Erwachsenenbildung tätig. Derzeit ist er freigestellter Pädagogischer Mitarbeiter an zwei Grundschulen in der Umgebung Bremens.

### Politik
Beilken engagierte sich in linken Initiativen. Er trat 2004 in die WASG ein.
Noch vor dem Beitritt der WASG zur Linkspartei.PDS und Umbenennung zur Partei Die Linke wurde er im Mai 2007 für die Linkspartei.PDS in die Bremer Bürgerschaft gewählt, der er bis 2011 angehörte. Beilken war bildungs- und kulturpolitischer Sprecher seiner Fraktion.
Er war in den Ausschüssen für Bundes- und Europaangelegenheiten, internationale Kontakte und Entwicklungszusammenarbeit, Krankenhäuser der Stadtgemeinde bremen, Krankenhäuser, Häfen, Informations- und Kommunikationstechnologie und Medienangelegenheiten, Wissenschaft und Forschung, Haushalt und Finanzen, Rechnungsprüfung, im Petitionsausschuss, im nichtständigen Ausschuss Umsetzung der Föderalismusreform II im Land Bremen, im Landesbeirat für Sport, in den Betriebsausschüssen KiTa Bremen, Musikschule Bremen, Stadtbibliothek Bremen und Bremer Volkshochschule sowie in den Deputationen für Kultur und der für Bildung.